# Wilde (film)
Wilde è un film biografico del 1997 diretto da Brian Gilbert, sulla vita dello scrittore irlandese Oscar Wilde, dagli anni d'oro a Londra all'incarcerazione con l'accusa di sodomia.
Questo film rappresenta anche il debutto di Orlando Bloom sul grande schermo, poiché in esso ha fatto la sua prima apparizione, con il breve ruolo di un giovane prostituto.

## Trama
Oscar Wilde torna in Inghilterra dagli Stati Uniti e decide di sposare Constance Lloyd, ragazza di buona famiglia che gli piace e che presto gli dà due bambini. Intanto, Oscar ha una doppia vita: quella di un acclamato e vezzeggiato scrittore di talento, che con l'ironia è capace di far riflettere il suo pubblico sulle convenzioni inglesi contro cui si è battuto tutta la vita, e quella di un uomo che ha scoperto da poco la sua natura omosessuale. Quando Constance invita Robbie Ross, canadese, da loro, ha degli incontri fugaci con lui, e poi con Mister Gray (che gli ispirerà Il ritratto di Dorian Gray).
Ma è durante la rappresentazione teatrale di Il ventaglio di Lady Windermere che gli viene presentato colui che diventerà l'amore della sua vita e la sua catastrofe: Alfred Douglas (Bosie).
Wilde è colpito dalla sua bellezza, dalla sua giovinezza e dal suo fascino e decide di guidarlo e di istruirlo come gli antichi maestri greci. La loro storia è dolce e velenosa: talvolta si capiscono con una sintonia perfetta, in altri momenti il carattere ribelle di Bosie lo spinge a vergognarsi di amare gli uomini e a maltrattare Oscar senza riconoscere i sacrifici che fa per lui (trascurare la famiglia e la carriera, sperperare i soldi per fargli dei regali).
Ad un certo punto litigano furiosamente e durante un periodo di assenza, il genio creativo di Oscar produce altre due splendide commedie prima che si riappacifichino e ritorni a dedicarsi solo a lui senza più tener conto del resto.
Le cose precipitano nel momento in cui il marchese di Queensberry, padre di Bosie, fa di tutto per ostacolare la loro relazione. Anche se incontra Oscar Wilde e ammette che sia una persona colta e raffinata, lo giudica un pervertito e minaccia addirittura il figlio di negargli i suoi soldi se continuerà ad avere una relazione con lui. Ciò non fa altro che spingere Bosie a vedere Wilde ancora di più per ripicca.
Nel frattempo, il successo del protagonista raggiunge il massimo con L'importanza di chiamarsi Ernesto e per un breve arco di tempo le cose sembrano incanalarsi nella normalità, tuttavia il marchese si prende pubblicamente gioco di lui accusandolo di essere un sodomita.
Sordo alle proteste di Ross (che è sempre rimasto al suo fianco come amico benché sia innamorato di lui), Oscar Wilde decide di seguire Bosie e portare il caso in tribunale. In seguito ad un lungo processo, appunto il "Processo Wilde", si trova costretto a mentire sotto giuramento e il marchese riesce a presentare dei prostituti che denunciano alla società intera l'omosessualità del talentuoso scrittore. Come se non bastasse, viene svelato il significato di Two Lovers ("Due amanti"), poesia di Bosie, che riguarda proprio il grande affetto di un uomo anziano per un giovane. Niente di ciò che Oscar Wilde afferma in sua difesa può salvarlo: egli viene ritenuto colpevole di grave immoralità e condannato a due anni di detenzione.
La faccenda getta discredito sulla sua brillante carriera. La moglie Constance viene addirittura esortata dalle sue amiche a scappare e a far istruire i suoi figli all'estero per far avere loro una vita normale: lei, però, nonostante lo scandalo, rifiuta di abbandonare il marito, perché riesce ad immedesimarsi nella sua sofferenza e a capirlo fino in fondo. Wilde trascorre due anni ai lavori forzati nel carcere di Reading, dove compone il celebre De Profundis: durante la sua carcerazione, Wilde muta molto, si mette in discussione e si ripromette di non rivedere più Bosie. Tuttavia, poco dopo la morte di Constance, Oscar, distrutto da tanti avvenimenti, non riesce più a sopportare la distanza che lo divide da Bosie ma finalmente, dopo anni di sofferenza e dolore, lo ritrova in Italia.

## Produzione
In una featurette sull'uscita in DVD del film, il produttore Marc Samuelson confessa che scegliere Stephen Fry per il ruolo del protagonista Wilde è stata "sia una benedizione che un problema: tutti eravamo d'accordo sul fatto che fosse fisicamente perfetto per la parte e più che in grado di portarla a termine brillantemente, ma il fatto che non fosse una presenza importante nei film ci ha reso loro difficile ottenere finanziamenti per il progetto".
Sempre nel commento del DVD, Fry, che è gay, ha ammesso di essere stato nervoso per le scene d'amore e di sesso con i co-protagonisti, tutti nella realtà eterosessuali; però ha anche detto che soprattutto Jude Law, e poi anche Michael Sheen e Ioan Gruffudd, sono stati subito in grado a metterlo a suo agio.

### Riprese
Le scene del film sono state girate, da luglio a novembre del 1997, a Knebworth House nell'Hertfordshire, a Swanage Pier nel Dorset, a Houghton Lodge nell'Hampshire, al Magdalen College di Oxford, a Lincoln's Inn nell'Holborn e nel Somerset House, nello Strand.

## Distribuzione
Il film è stato presentato in anteprima mondiale al Festival di Venezia 1997, ed è stato poi selezionato per la serata di apertura al Festival del Cinema di San Francisco nel 1998.
Il film è uscito in DVD solo nel 2002; il Blu-ray è stato rilasciato invece quasi 20 anni più tardi, nel dicembre del 2015.

## Accoglienza

### Critica
Janet Maslin, per il New York Times, ha definito il film "un ritratto ampio ma effettivamente intimo" e ha aggiunto: "Interpretando il grande scrittore dandy con evidente gusto, Stephen Fry assomiglia in modo quasi inquietante a Wilde e presenta un misto spigoloso di arroganza e vulnerabilità. Sebbene il film subisca un caso di battute scherzose grazie alle instancabili battute di Wilde… la performance calorosa e comprensiva di Fry trova la gentilezza sotto l'arguzia."
Roger Ebert, del Chicago Sun-Times, ha ribadito che il film "ha la fortuna di essere interpretato in maniera più che ottima da Stephen Fry, un autore, attore e comico britannico che assomiglia molto a Wilde e ha molti degli stessi attributi: è molto alto, un po' grassoccio, gay, è divertente e trasforma ogni sua conversazione in arte improvvisata. Che sia anche un bravo attore è importante, perché il film gli richiede di mostrare molti aspetti contrastanti della vita di Wilde… [Lui] porta una profondità e gentilezza al ruolo!".
Sul Los Angeles Times, Kevin Thomas ha dichiarato che il film "ha trovato un Oscar perfetto nel formidabile talento di Stephen Fry… Insieme ovviamente alla superba sceneggiatura di Julian Mitchell e al totale impegno del regista Brian Gilbert per questo film e per il suo cast eccezionale. Insomma questo Wilde, oltre che profondamente commovente, è probabile che rimanga IL biopic definitivo di Oscar Wilde per tutti gli anni a venire… Gilbert ha chiaramente dato a Fry e Law la fiducia per interpretare ruoli che richiederebbero la rivelazione delle anime, e sono trionfanti. Tutti gli altri coinvolti nella realizzazione di Wilde hanno svolto un lavoro esemplare illuminando un uomo e la sua epoca!".
Mick LaSalle, per il San Francisco Chronicle, ha descritto il film come "uno sguardo comprensivo e, per la maggior parte, ben realizzato sulla vita privata dell'esuberante autore" ma ha anche criticato: "Stephen Fry ha il ruolo del protagonista, ed è difficile immaginare un ruolo più appropriato attore. Nell'ultimo terzo, il film deraglia in qualche modo diventando predicatore… Sebbene [catturi] il fascino singolare del suo soggetto, alla fine non rende giustizia alla sua complessità".
Sul San Francisco Examiner, David Armstrong ha affermato che il film "beneficia dei suoi lussureggianti costumi e ambientazioni d'epoca, ma guadagna ancora più successo da un cast affermato di attori cinematografici e teatrali britannici… Stephen Fry per esempio scivola proprio sotto la pelle del titolo il personaggio [e] presenta un ritratto multidimensionale di un uomo complesso. Tuttavia, Wilde, come Wilde, è imperfetto. La direzione di Gilbert è solida ma non ispirata e la parte di Jennifer Ehle è sottoscritta: è vero che trasmette commoventemente la triste frustrazione che Wilde impianta nella moglie femminista, ma deve fare il lavoro, interpretando i suoi sentimenti in faccia, con poco aiuto della sceneggiatura di Julian Mitchell".
Derek Elley di Variety ha osservato: "Brian Gilbert, finora solo un regista 'operaio', porta nel film la maggior parte delle qualità che erano memorabilmente assenti nel suo precedente film, Tom & Viv: fluidità visiva, emozioni profonde e recitazione di prim'ordine da il suo cast… Finalmente!".
Nel londinese Evening Standard, Alexander Walker ha definito il film "un'opera impressionante e commovente, traboccante di intelligenza, compassione e statura tragica" e ha detto, a proposito del protagonista Stephen Fry, che l'attore "torna tra i primi della classe con una performance, sullo schermo, più che dominante".
Infine, nella sua recensione su Time Out, Andrew Johnston ha notato che "La prima ora del film - piena di umorismo tagliente e sesso gay bollente - offre un ritratto assolutamente moderno di Wilde, e Fry (che in costume presenta una sorprendente somiglianza con lo scrittore) lo interpreta con una perfetta combinazione di compiacimento, leggerezza, gravezza e calore".

## Riconoscimenti
- 1999 - Golden Globe[12]
  - nomination Miglior attore in un film drammatico a Stephen Fry
- 1998 - Premio BAFTA[13]
  - nomination Miglior attrice non protagonista a Jennifer Ehle e Zoë Wanamaker
- 1998 - Evening Standard British Film Awards[14]
  - Miglior attore esordiente più promettente a Jude Law
  - Migliori costumi a Maria Djurkovic
- 1998 - GLAAD Media Awards[15]
  - Miglior film a Brian Gilbert
- 1998 - Satellite Awards[16]
  - Candidatura per il miglior attore a Stephen Fry
- 1998 - Seattle International Film Festival
  - Miglior attore a Stephen Fry
- 1998 - Ivor Novello Awards
  - Migliore colonna sonora a Debbie Wiseman
- 1998 - Efebo d'oro
  - Candidatura per il miglior film a Brian Gilbert[17]